# Владимировка (Вологодская область)
Владимировка — деревня в Череповецком районе Вологодской области.
Входит в состав Судского сельского поселения, с точки зрения административно-территориального деления — в Судский сельсовет.
Расстояние по автодороге до районного центра Череповца — 38 км, до центра муниципального образования Суды — 8 км. Ближайшие населённые пункты — Кривец, Сойволовская, Плешаново.
По переписи 2002 года население — 42 человека (16 мужчин, 26 женщин). Всё население — русские.

## Достопримечательности
В деревне расположен литературный музей с мемориальной усадьбой Игоря Северянина.